# MC Bilal
MC Bilal (* 24. Juli 1994 als Bilal Khodr in Gladbeck) ist ein deutscher Rapper.

## Karriere
Bilal Khodr wuchs als Kind von Einwanderern aus dem Libanon im Ruhrgebiet auf. Schon mit elf Jahren begann er zu rappen und versuchte sich am Gangsterrap. Davon wendete er sich ab und ging zu moralischen, teilweise religiös motivierten Texten über. Anfangs trat er vor allem in der Fußgängerzone seiner Heimatstadt auf.
Erstmals auf sich aufmerksam machte MC Bilal 2010 nach Veröffentlichungen im Internet, die auch in den Internetmedien besprochen wurden. Aus dieser Zeit stammt auch Traurig, aber wahr, eines seiner meistgesehenen Videos. In den folgenden Jahren machte er sich aber vor allem über Facebook einen Namen. Die Zahl seiner Follower stieg auf eine halbe Million. Seine regelmäßig veröffentlichten Videos weisen teilweise siebenstellige Abrufzahlen auf. Seine Markenzeichen sind seine förmliche Begrüßung zum Beginn seiner Videos und Aufnahmen, die ihn mit einem Oberklassewagen zeigen, den er kaufte, nachdem er sein Album Alles zu seiner Zeit veröffentlicht hatte.
Im Herbst 2016 wurde er vom Major-Label Universal unter Vertrag genommen. Im November wurde mit Auge das erste offizielle Video veröffentlicht. Es kam bei YouTube ebenso über eine halbe Million Aufrufe, wie das 2017 zu Jahresbeginn veröffentlichte Teufel, bei dem Beatzarre, Djorkaeff und B-Case als Produzenten angegeben sind. Am 27. Januar erschien sein Debütalbum Alles zu seiner Zeit, bei dem der Popsänger Akay Kayed bei einem Song als Gastmusiker beteiligt ist. Das Album erreichte in Deutschland, Österreich und der Schweiz die Top 10.

## Diskografie
Alben
- Alles zu seiner Zeit (2017)
- Herzblut (2018)

EPs und Mixtapes
- Danke (2019)
- Zeitlose Emotionen Mixtape (2020)

Lieder
- Für Kevin (erste offizielle Single)
- Altes Liebes Lied (2009)
- Es ist so wie es ist (2010)
- Traurig aber wahr (2010)
- Auge (2016)
- Teufel (2017)
- Alles zu seiner Zeit (2017)
- Gegenteil (2017)
- Blut, Schweiß & Tränen (2017)
- Sehnsucht (featuring Akay, 2017)
- 100 Bars (2021)
- Vorbei (2021)
- Karma (featuring Jolina, 2021)